# إضراب إسبانيا العام 1917
إضراب إسبانيا العام 1917 ويسمى أيضا الإضراب الثوري العام 1917، وهو إضراب عام جرى في إسبانيا واعتبر أيضًا إضرابًا ثوريًا عامًا وقع في أغسطس 1917. وقام به اتحاد العمال العام (UGT) (الإشتراكي) وحزب العمال الاشتراكي الاسباني، ودعمه في أماكن أخرى الاتحاد الوطني للعمل CNT (نقابة لاسلطوية). وكان الإضراب العام ضمن السياق التاريخي لأزمة 1917 في الفترة الدستورية لعهد ألفونسو الثالث عشر وحكومة إدواردو داتو.

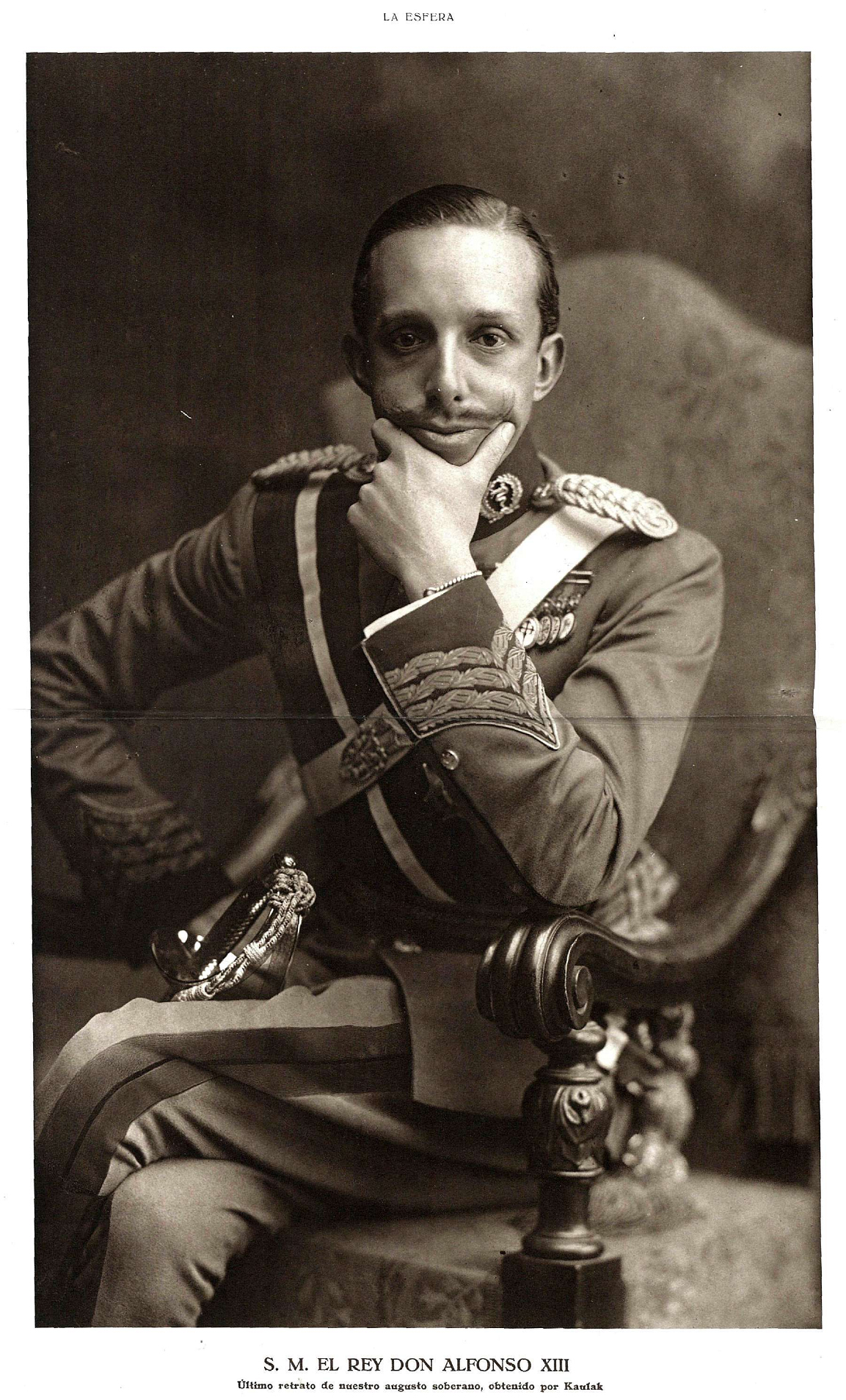
الملك ألفونسو الثالث عشر.

## تأثير الحرب العالمية الأولى في إسبانيا

### السياق الدولي وأزمة 1917
تزامنت الأزمة الإسبانية مع وضع دولي حرج جرى في نفس العام، ربما عد أحد أكثر الأزمات أهمية في ذلك الوقت. ومن ناحية أخرى لا يستخدم التأريخ العالمي عادة مصطلح الأزمة في هذه الفترة، حيث احتفظ بها لقضايا محددة متعلقة بالحرب العالمية الأولى مثل أزمة التجنيد في كندا وأزمة صناعة السفن في الولايات المتحدة. يجب أن نتذكر أن إسبانيا ظلت محايدة طوال النزاع. تعتبر الأزمة الإسبانية لعام 1917 جزءًا من أزمة حكم عودة البوربون.

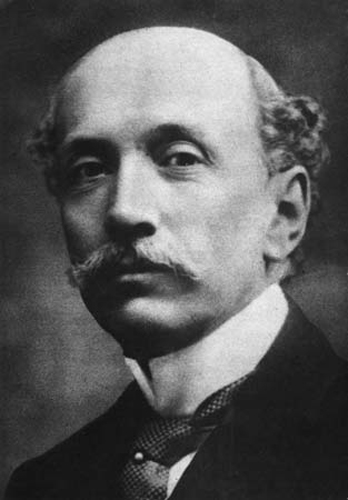
إدواردو داتو رئيس الحكومة عندما وقع الإضراب

تشير تلك الأزمة إلى مجموعة أحداث التي وقعت في صيف 1917، وعلى وجه الخصوص إلى ثلاثة تحديات واجهت حكومة عودة البوربون: الحركات العسكرية (المجالس العسكرية) والحركات السياسية (جمعية البرلمانيين) التي أقامتها للمجموعة الإقليمية في برشلونة والحركات الاجتماعية التي بلغت ذروتها في الإضراب العام 1917.

### التقارب بين اتحاديالعمالوالعمل
كان المقر الرئيسي للاتحاد الوطني للعمل (CNT) الذي هو نقابي لاسلطوي في برشلونة العاصمة الاقتصادية لإسبانيا، وهي مدينة ممتلئة بالنزاعات كما كان جليا في الأسبوع المأساوي (كاتالونيا) 1909. ودافع الاتحاد عن طلب الدعوة إلى إضراب عام للتعامل مع التدهور المتزايد في ظروف المعيشة للطبقات العاملة نتيجة للأثر الاقتصادي الذي خلفته الحرب العالمية الأولى في إسبانيا على الرغم من حيادها -من تضخم وأزمات الكفاف وتدهور الأجور الحقيقية وارتفاع البطالة والنقص الخ-. وحدد هذا الهدف في جمعية فالنسيا ومؤتمر الكونفدرالية ببرشلونة في صيف 1916.
وقام اتحاد العمال العام الاشتراكي (UGT) بنفس الإجراء من معاقله في مدريد والباسك، وإن كان أصغر من الذي قام به الاتحاد الوطني التي معاقله في كاتالونيا والأندلس. وأصدر في المؤتمر الثاني عشر في مايو 1916 قرارًا يدعو إلى إضراب عام احتجاجي لمدة يوم واحد من حيث المبدأ. تلك هي الطريقة التي بدأ بها اتصالاته مع الاتحاد الوطني الذي عقد مجلسه في فالنسيا بنفس الشهر والذي لم يوافق بالإضراب العام فقط ولكن بالتعاون أيضا مع الاشتراكيين. وكانت النتيجة التاريخية هي ميثاق سرقسطة (Pacto de Zaragoza) الذي وقعه كلا الاتحادين في 17 يوليو 1916 فانتج لجنة مشتركة مهمتها تنظيم الإضراب الاحتجاجي. وأمرت حكومة الكونت رومانونس باعتقال الموقعين على الميثاق. وأخيرًا في 26 نوفمبر دعت كلا من CNT و UGT بالإضراب العام لمدة 24 ساعة في 18 ديسمبر.
لم يكن الإضراب ناجحًا فقط بل حظى أيضًا بدعم الطبقات المتوسطة والتعاطف الواسع في انحاء البلاد. قبل يومين من كتابة الزعيم الاشتراكي لارجو كاباليرو:
بعد نجاح الإضراب في ديسمبر 1916 ورد الحكومة الخالي، اتفقت المنظمتان العماليتان على تعزيز الإضراب لأجل غير مسمى والذي أعلنا عنه في بيان مشترك يوم 27 مارس 1917. وكان رد حكومة الكونت رومانونس الليبرالية على ذلك بتعليق الضمانات الدستورية وسجن الموقعين على البيان المحتمل لمدة أسبوع.
وهكذا أتى الإضراب الجديد هذه المرة لأجل غير مسمى، ليكون له طابع ثوري لأن الهدف لم يعد يقتصر على الحكومة لاتخاذ تدابير لتخفيف أزمتي الغذاء والعمل ولكن السعي للتحول الكامل في بنية البلاد السياسية والاقتصادية، كما شرحه لارجو كاباليرو في مقال نشر يوم 5 مايو في صحيفة El Liberal‏. أدت تلك الصفة الثورية بالاشتراكيين إلى الحصول على دعم من قادة الأحزاب الجمهورية مثل أليخاندرو ليروكس وميلكياديس ألفاريز، خاصة بعد أن شكل الجيش الساخط مجالس الدفاع في يونيو وجمعية البرلمانيين في برشلونة في يوليو. ثم بدا أن CNT فقدت ثقتها بالطابع «السياسي» الذي اُعطي للإضراب والذي أقام اتصالات مع الاشتراكيين «السياسيين البرجواز»، وهو استنساخ للواقع، وادعى أعضاء الاتحاد الوطني للعمل أن الائتلاف الجمهوري-الاشتراكي قاد بابلو إغليسياس في 1910 إلى الكورتيس.
وتفاوضت المجموعة المنظمة للإضراب مع المعارضة الفوضوية ومع الأحزاب البرجوازية ولا سيما الجمهوري اليخاندرو ليروكس. فكان هناك حديث عن دستور حكومة مؤقتة والتي كان من الممكن أن يرأسها شخصية معتدلة مثل ميلكياديس ألفاريز وبابلو إيغليسياس وزير للعمل. صاحب تعميم الدعوة للإضراب بعض الغموض، لأنه كان هناك حديث في البداية عن «اضراب ثوري»، ولكن بعد اتصالات لاحقة أصر على طابعها «السلمي». وقبل كل شيء حاول اتحاد العمال العام (UGT) متعمدا تجنب الإضرابات الجزئية والمناطقية والمحلية.

## الإضراب

### الدعوة إلى الإضراب

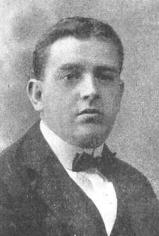
اندريس سابوريت عضو لجنة الإضراب

تغيرت خطط الإضراب العام يوم 19 يوليو 1917 بالتزامن مع اجتماع جمعية البرلمانيين في برشلونة، ثم بدأ اضراب عمال سكك حديد فالنسيا المنتسب لـ UGT بسبب نزاع عمالي مع شركة الطرق الحديدية لشمال اسبانيا. رفضت الشركة خلال المفاوضات إعادة 36 عاملاً مفصول، وهو موقف غير مرن من الحكومة التي قررت دعمهم. فأعلن القائد العام في فالنسيا حالة استثنائية يوم 21 يوليو. جاء الرد من اتحاد سكك الحديد التابع للـ UGT الذي أعلن انه إذا لم تلين الشركة فإن إضراب القطاع بأكمله سيبدأ في 10 أغسطس، على الرغم من ادراك أعضاء اتحاد سكك الحديد أنه لا يجب إطلاق العنان لعمل أي شيء قبل الإضراب العام، ولكن ضغط أفرعه أجبره على القيام ذلك. وبما أن الشركة لم تتراجع لذلك فقد أضحت قيادة الاتحاد العام في وضع صعب، لأنه من ناحية لا يمكنه التخلي عن السكك الحديدية، ومن ناحية أخرى:«فإن الذهاب إلى المسار الثوري بدون الإستعداد له سيقود إلى الفشل المؤكد». قررت أخيرا اللجنة الاشتراكية للإضراب مكونة من فرانسيسكو لارجو كاباليرو ودانيال أنغيانو من UGT ويوليان بيستيرو واندريس سابوريت من PSOE لاعلان الاضراب العام يوم الاثنين 13 أغسطس بعد ثلاثة أيام من إضراب السكك الحديدية التي بدأت في العاشر من الشهر.
وهكذا نجد بالنهاية أن اعلان الإضراب العام الثوري قامت به فقط UGT بمشاركة الحزب الاشتراكي PSOE والذي عجََله إضراب اتحاد سكك الحديد في فالنسيا الخاضع لها بسبب مشاكل داخلية والتي بدورها عجلت اضراب جميع الأفرع الأخرى من الاتحاد في جميع أنحاء البلاد بين 10 و 13 أغسطس.
عندما اجتمع UGT والحزب الاشتراكي لم يكن هدفهما هو نفسه كما كان متفق عليه في مارس مع CNT، حيث كان البيان «للعمال والرأي العام» في 12 أغسطس 1917 ووقَعته اللجنة الاشتراكية للإضراب بأن الإضراب لن ينتهي «حتى حصولنا على ضمانات كافية للبدء في تغيير النظام». في مقدمة البيان كانت الدعوة للإضراب مرتبطة بظهور مجالس الدفاع -حيث كان الاشتراكيون يعتقدون بأنهم يدافعون عن إصلاح نظام عودة البوربون السياسي- واجتماع جمعية البرلمانيين في برشلونة.

وخلص البيان:
في الوقت اعتقد الجميع أن إضراب سكك الحديد التي أجبرت الاشتراكيين بتعجيل خططهم للإضراب العام -وكان أحد العوامل الرئيسية لفشلها- قد تعرض لاستفزاز متعمد من الحكومة للمضي قدما. فقد كان هذا اعتقادهم «ليس الاشتراكيين فقط ولكن المتجانسين معهم مثل فرانسيسكو كامبو وأليخاندرو ليروكس والكولونيل بينيتو ماركيز رئيس المجالس العسكرية، وبعض المتعاونين مع لجنة الإضراب». وقال بعض مؤرخي الوقت الحاضر نفس الشيء: أن حكومة إدواردو داتو «اختارت مناورة خطرة كانت الخطة لاستفزاز الحركة العمالية للوقوع في إضراب مفاجئ يخيف النظام واستخدام الجيش لقمع أي شغب. وهكذا ستعلن الحكومة نفسها أنها المنقذ لإسبانيا وأنها ضمان القانون والنظام».

### تطور الوضع
ومع ذلك فعند بداية الإضراب شلت أنشطة في جميع المناطق الصناعية الكبرى تقريبا (الباسك وبرشلونة، وحتى بعض المدن الصغرى مثل يكلا وبليانة) وفي المناطق الحضرية (مدريد وبلنسية وسرقسطة ولاكورونيا)، ومناطق التعدين (نهر لبلة وخاين وأستورياس وليون) ولكن فقط لبضعة أيام وعلى الأكثر كان أسبوع. وكان تأثيرها ضئيلا في المدن الصغيرة ومناطق الريف. لم يتأثر نظام سكك الحديد وهو قطاع رئيس طوال تلك الفترة.
وفي مساء يوم الثلاثاء 14 أغسطس اعتقلت الشرطة في مدريد لجنة الإضراب فوقعت أعمال شغب في السجن ولكنها قمعت بشدة، مما أدى إلى مقتل عدد من السجناء من بينهم سبعة نشطاء من الاشتراكيين البارزين. وكان القمع الشديد هو الطريقة التي اوقف بها الإضراب خلال أيام. ومع ذلك فلم يرد CNT أن تسلب منه الأضواء في برشلونة، حيث استمر قتال الشوارع وإطلاق النار عدة أيام حتى استعادة الحياة الطبيعية. وفي ساباديل اضطر الجيش باستخدام المدفعية لوضع حد للحركة، مما أدى إلى تحويل مقر حزب العمال إلى أنقاض. كما وقعت اشتباكات عنيفة ووفيات وإصابات في أليكانتي وبلنسية وغيبوثكوا وسرقسطة. وبالنهاية تمكنت الحكومة من اعلان أنها استعادت النظام في 18 أغسطس، وإن استغرق عدة أيام أخرى للقضاء على آخر معاقل الإضراب ثوري وكان في مناجم الفحم الأستورية، حيث تدخل الجيش فقمعها بصرامة شديدة. وكانت المحصلة الرسمية لإنهاء الإضراب هو 71 قتيلا 156 جريحا واعتقال حوالي 2000 شخص.

## النتائج
لتسهيل الخروج من الأزمة حل الملك حكومة إدواردو داتو وعين بديلا عنه الليبرالي مانويل غارسيا برييتو على رأس حكومة ائتلاف وطني من ضمنها كامبو.
خضع أعضاء لجنة الإضراب إلى محاكمة عسكرية حيث اتهموا بالتحريض على الفتنة، ووجدتهم المحكمة مذنبين وحكم عليهم بالسجن مدى الحياة في 29 سبتمبر 1917. فنقل لارجو كاباليرو وسابريت وبستيرو وأنغيانو إلى سجن في قرطاجنة. فقامت حملة شعبية واسعة للتضامن مع المدانين ولكن لم تنل على أي نتيجة حتى شملهم الحزب الاشتراكي في قوائم مرشحيها لانتخابات فبراير 1918، وجري انتخاب الأربعة بالإضافة إلى بابلو إيغليسياس ضمن تحالف اليسار وهي الاقلية الاشتراكية في مجلس النواب. وأجبرت الانتخابات الحكومة على منحهم العفو في 8 مايو 1918 ونالوا مقاعدهم بعد عشرة أيام.
استفاد أعضاء لجنة الإضراب الأربعة من وجودهم في الكورتيس بالتدخل في الجدل البرلماني حول الإضراب العام، وأصروا على الأسباب التي أدت إلى النزاع -أزمة الكفاف وأزمة العمل وعدم الاستجابة الكافية من الحكومة- وشجبوا القسوة الشديدة التي استخدمت لقمع الإضراب. وقد تمت مناقشة الإضراب أيضا في المؤتمر الثالث عشر للاتحاد العمال العام (UGT) الذي عقد في أكتوبر 1918. وقال إنداليسيو برييتو إن «الإضراب فشل في اللحظة التي أقرت فيها اللجنة أنها سلمية»، وأنه إذا لم تكن «ثورية» لكان من الأفضل عدم القيام بذلك، فرد عليه لارجو كابييرو عضو لجنة الإضراب: «نحن متهمون بعدم إعداد حركة ثورية بصورة صحيحة بينما ماإعددناه كان إضرابًا عامًا».